# Alexeï Tyranov
Alexeï Vassilievitch Tyranov (en russe : Алексей Васильевич Тыранов ; 1808 - 3 août 1859) est un portraitiste et peintre de genre russe du XIXe siècle.

## Biographie
Fils d’un pauvre commerçant, il complète sa scolarité primaire à Bejetsk mais ne peut compléter ses études au gymnasium de Tver en raison de sa précarité financière. Il commence alors sa carrière par la peinture d'icônes avec son frère. Ils se trouvent au monastère de Saint-Nicolas-Terebenskaya  lorsqu’il rencontre le peintre Alexeï Venetsianov qui l’invite à suivre ses cours au village voisin de Safonkovo. Ses études terminées, il se rend à l’Académie impériale de Saint-Pétersbourg avec la recommandation de Venetsianov. Nommé artiste en 1832, il devient membre de l’Académie en 1836, et se fait l’élève de Karl Brioullov. Trois ans plus tard, il est nommé académicien et reçoit une bourse pour étudier à Rome.
Il y tombe amoureux de l’une de ses modèles italiennes et la ramène à Saint-Pétersbourg en 1842 mais elle le quitte en 1844 après l’avoir laissé sans le sou ; sous le choc, il devient hyponcondriaque. Incapable de travailler pendant de longues périodes, il tombe dans la pauvreté et décide de retourner vivre auprès de son frère à Kachine malgré la pension que l’Académie a décidé de lui accorder. Il y meurt bientôt, apparemment de tuberculose.

## Œuvre
L'œuvre de Tyranov comporte essentiellement des portraits et des scènes de genre. Il a exposé à de nombreuses occasions à Saint-Pétersbourg durant les années 1830 et 1840.

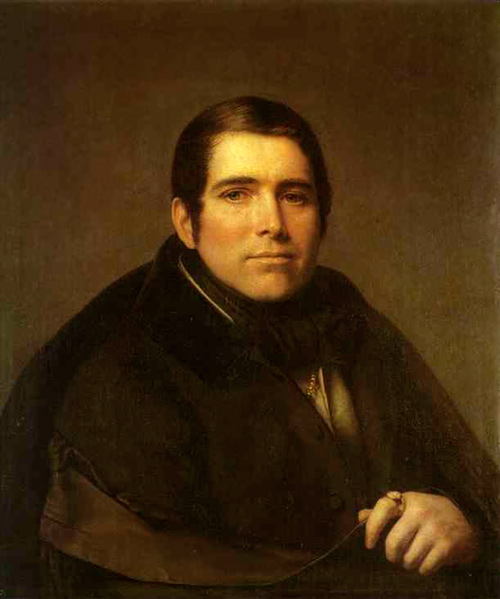
Piotr Pletnev (1836)
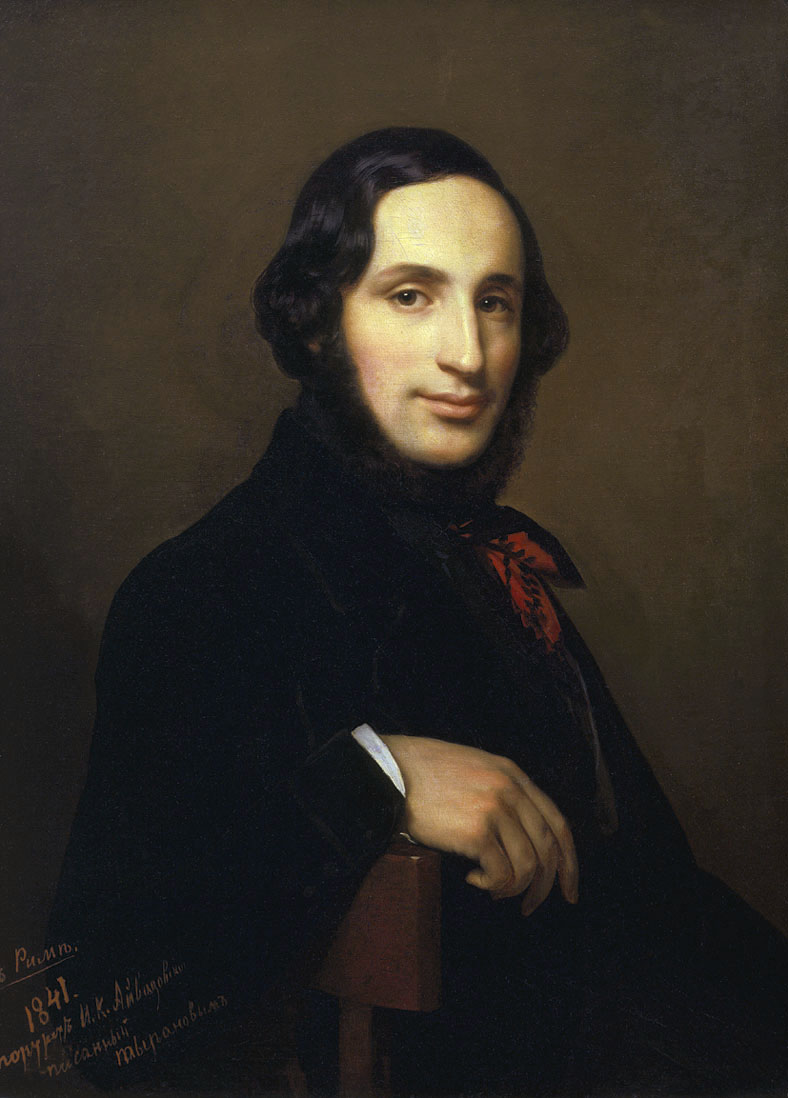
Ivan Aïvazovski (1841)